# Calidris canutus

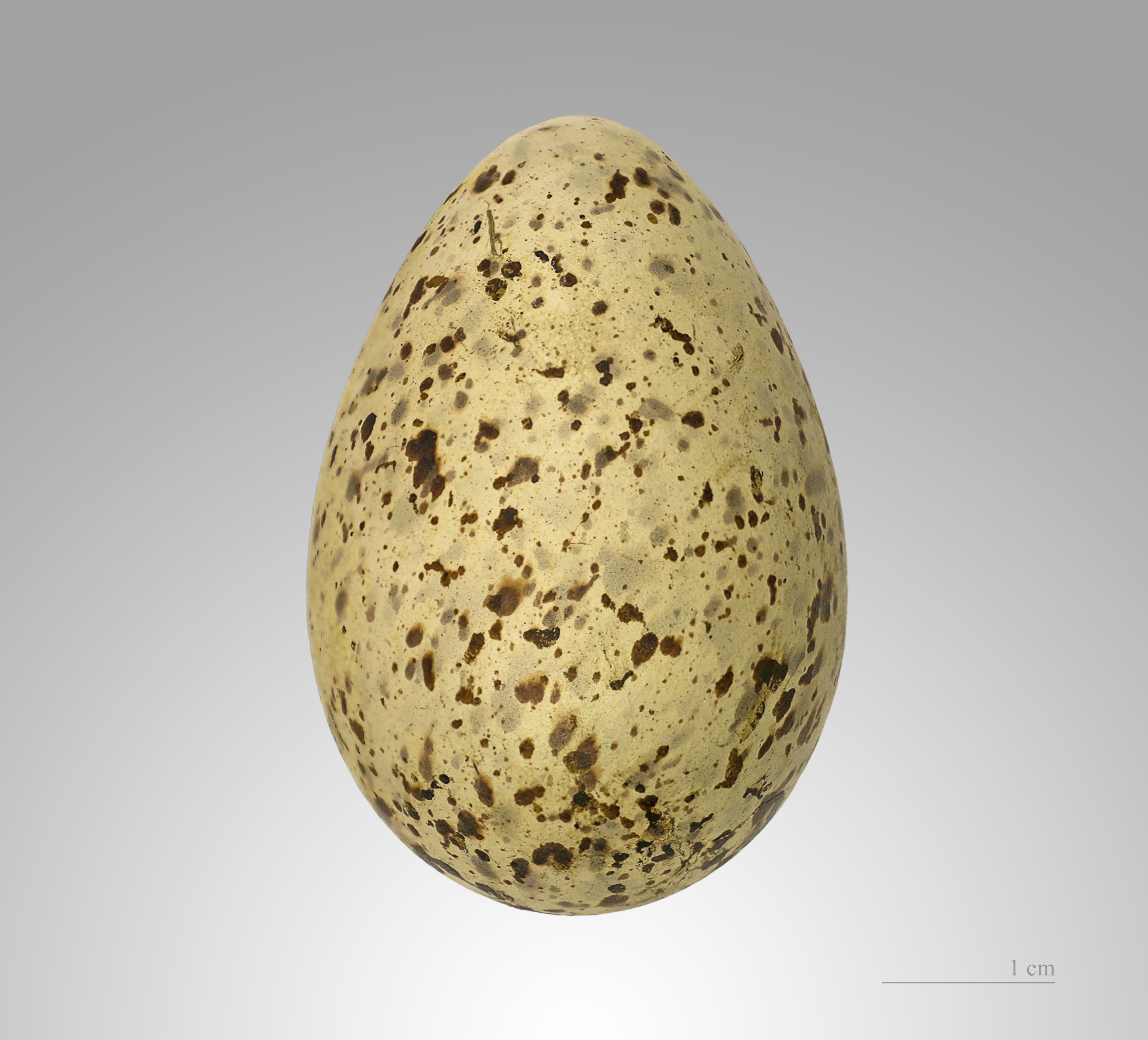
Huevo de Calidris canutus

El correlimos gordo, playero ártico o playero rojizo (Calidris canutus) es una especie de ave Charadriiforme de la familia Scolopacidae. Es un ave limícola que, en verano, su plumaje es una mezcla de castaño, blanco y negro. En invierno es gris pálido, y se ve en bandadas en las marismas, alimentándose de invertebrados.

## Distribución y migración
En la época del apareamiento, el Calidris canutus tiene una distribución circumpolar en el Ártico; después migra a las costas alrededor del globo, entre los 50° N y los 58° S. Las rutas de migración exactas y lugares donde pasa el invierno son todavía poco definidos para algunas especies. No obstante, existe evidencia científica de que el Playero Rojizo (Calidris canutus rufa) realiza cada año el mismo recorrido desde el hemisferio norte hacia el sur, y viceversa, llegando cada verano austral hasta la Tierra del Fuego, con el objetivo de alimentarse y descansar en las costas de dicha isla. La variedad denominada C. c. canutus se reproduce en la península de Taymyr y posiblemente en Yakutia, para migrar después a Europa Occidental y de allí a África occidental y meridional. C. c. rogersi se reproduce en la península de Chukchi en Siberia oriental, e inverna en Australia oriental y Nueva Zelanda. Cantidades cada vez menores de la variedad rogersi (y posiblemente también de la piersmai que se describe más adelante) pasan el invierno en las tierras bajas del Golfo de Mannar y en la costa oriental de la India, en el estado de Andhra Pradesh. La raza recientemente identificada C. c. piersmai se reproduce en las islas de Nueva Siberia e inverna en Australia noroccidental. C. c. roselaari se reproduce en la isla de Wrangel en Siberia y en Alaska noroccidental, y aparentemente transcurre el invierno en Florida, Panamá y Venezuela. C. c. rufa  se reproduce en el bajo Ártico canadiense e inverna en Sudamérica (incluyendo Uruguay, aunque está escaseando). Por su parte, C. c. islandica se reproduce en el alto Ártico canadiense y en Groenlandia, e inverna en Europa Occidental.

## Subespecies
Se conocen seis subespecies de Calidris canutus: Por orden de tamaño:
- Calidris canutus roselaari Tomkovich, 1990 (la mayor)
- Calidris canutus rufa Wilson, A., 1813
- Calidris canutus canutus Linnaeus, 1758
- Calidris canutus islandica L., 1767
- Calidris canutus rogersi Mathews, 1913
- Calidris canutus piersmai Tomkovich, 2001 (la menor)